# Siw Malmkvist
Siw Gunnel Margareta Malmkvist, née le 31 décembre 1936 à Landskrona en Suède, est une chanteuse et actrice suédoise.

## Biographie
Malmkvist est né à Landskrona, dans le comté de Skåne , le plus jeune enfant de Sigrid et Albert Malmkvist. Elle avait huit frères et sœurs et sa petite enfance a été marquée par la Seconde Guerre mondiale; bien que la Suède soit un pays neutre, le risque d'invasion se faisait cruellement sentir à Landskrona, située à seulement 22 km de la capitale danoise, de l'autre côté de l'Öresund . Albert Malmkvist a été mobilisé comme soldat.

## Carrière
Elle commence sa carrière en chantant dans divers orchestres puis remporte un concours de chant qui lui permet d'enregistrer son premier disque en 1955.
En 1959, elle gagne les sélections suédoises pour le Concours Eurovision de la chanson avec Augustin mais Brita Borg interprètera la chanson lors de la finale internationale. En 1960, elle représente la Suède avec la chanson Alla andra får varann lors du concours international, même si le titre est interprété par Inger Berggren et Östen Warnerbring pendant les sélections suédoises.
En 1969, Siw Malmkvist représentera l'Allemagne au Concours Eurovision de la chanson avec le titre Primaballerina. L'artiste sera également populaire dans ce pays.
Siw Malmkvist n'est pas seulement une artiste de variétés, elle a aussi le rôle principal dans de nombreuses comédies musicales dont Irma la douce (1963) et des spectacles de cabarets. En 1980, elle joue dans la comédie musicale Fifi Brindacier et en 1983, dans Nine.
L'artiste a enregistré plus de 600 chansons dans différentes langues et a classé une quarantaine de titres dans le hit parade suédois.

## Albums
- Siw (1963)
- 12 sidor Siw (1967)
- Från Jazzbacillen till Balladen om det stora slagsmålet på Tegelbacken (1968)
- Nu (1968)
- Harlekin (1968)
- Spanska Siw (1970)
- Underbara Siw (1970)
- Mycket Siw och lite dragspel (1971)
- Ragtime (1974)
- Greatest Hits 1958-75 Vol 1 (1975)
- Explosiw (1976)
- Pippi Långstrump på Folkan (1980)
- Alla tiders Siw (1985)
- Siwan! (Coffret) (1995)
- Siws Bästa (2003)

## Filmographie
- 2000 : Pelle Svanslös och den stora skattjakten : Gammel-Maja